# 北京市第二中学
北京市第二中学，简称北京二中，是一所北京市示范高中，坐落于北京市东城区内务部街15号，其最早前身是清朝左翼宗学，始建于1724年，至今已有三百年的历史。

## 历史
北京二中拥有超过300年的历史，是北京市历史最悠久的中学之一。北京二中最早前身，就完整的学校而言，据考证可以追溯到清朝左翼宗学。左翼宗学与右翼宗学（现北京三中）一并，始建于清雍正二年闰四月初五（1724年5月27日）。左翼宗学系清镶白旗子弟学校，其确切校址是今东四南大街（东四十字路东侧至灯市东口）马路东侧的街面上。1905年戊戌变法，左翼宗学改建为左翼八旗第五初等小学堂。1910年3月，改为左翼八旗中学堂。
中华民国建立后，即1912年改为京师公立第二中学校，后又改名为北平市立第二中学、北京市立第二中学。1910年至1936年校址移至史家胡同（“史可法祠堂”旧址）。民国25年11月1日（1936年），北京二中由史家胡同迁入内务部街15号现址，即原军阀段祺瑞政府内务部公署所在地，直至现在。原史家胡同校址1939年成为史家小学。
1999年被批准为北京市首批全国示范性普通高中建设校。因在脱贫攻坚战中作出突出贡献，2021年2月25日全国脱贫攻坚总结表彰大会上，北京市第二中学被授予“全国脱贫攻坚先进集体”。
2024年，北京二中迎来建校300周年。为庆祝校庆，该学校食堂所有菜品一度对所有学生免费。

## 师资力量
教职工215名，其中专任教师130名，特级教师4人，具有博士研究生学历的2人、硕士研究生学历的26人，市、区、校级骨干教师65人。

## 国际交往
北京二中与瑞士、丹麦、日本、英国、芬兰、新加坡、香港等11个国家和地区的学校建立了友好交流关系，先后有十几批学生出访瑞士、丹麦、英国、法国、日本、香港等国家和地区。自1985年起，北京二中分别与瑞士音特拉根中学、丹麦索罗中学、日本长崎北高等学校、日本福岡縣立筑前高等學校、香港道教聯合會鄧顯紀念中學建立了友好交往关系。

## 学校扩建
2005年起，北京二中在原有校址的基础上开始了自己的扩建工程。新征用地21677.73平方米。建有新教学楼，宿舍楼，体育馆，地下停车场等。新教学楼于2006年9月1日投入使用。2007年底，又建设了油画写生工作室、中国画创作、美术鉴赏工作室、书法篆刻工作室、电脑绘画与设计工作室、汽车驾驶与保养学习室、家政与生活技术学习室、机器人制作工作室、电子控制技术工作室、建筑及其设计工作室、创新工作室（金工、木工实验室）、服装及其设计工作室、生物技术实践工作室（无土栽培）、生物组培实验室、环境监测与保护工作室、PASCO数字化实验平台与电子控制技术工作室、技术与设计工作室、视听制作工作室、理化生个性化自主实验室、地理情景多功能学习室、文史哲馆、外文图书阅览室。

### 附属学校

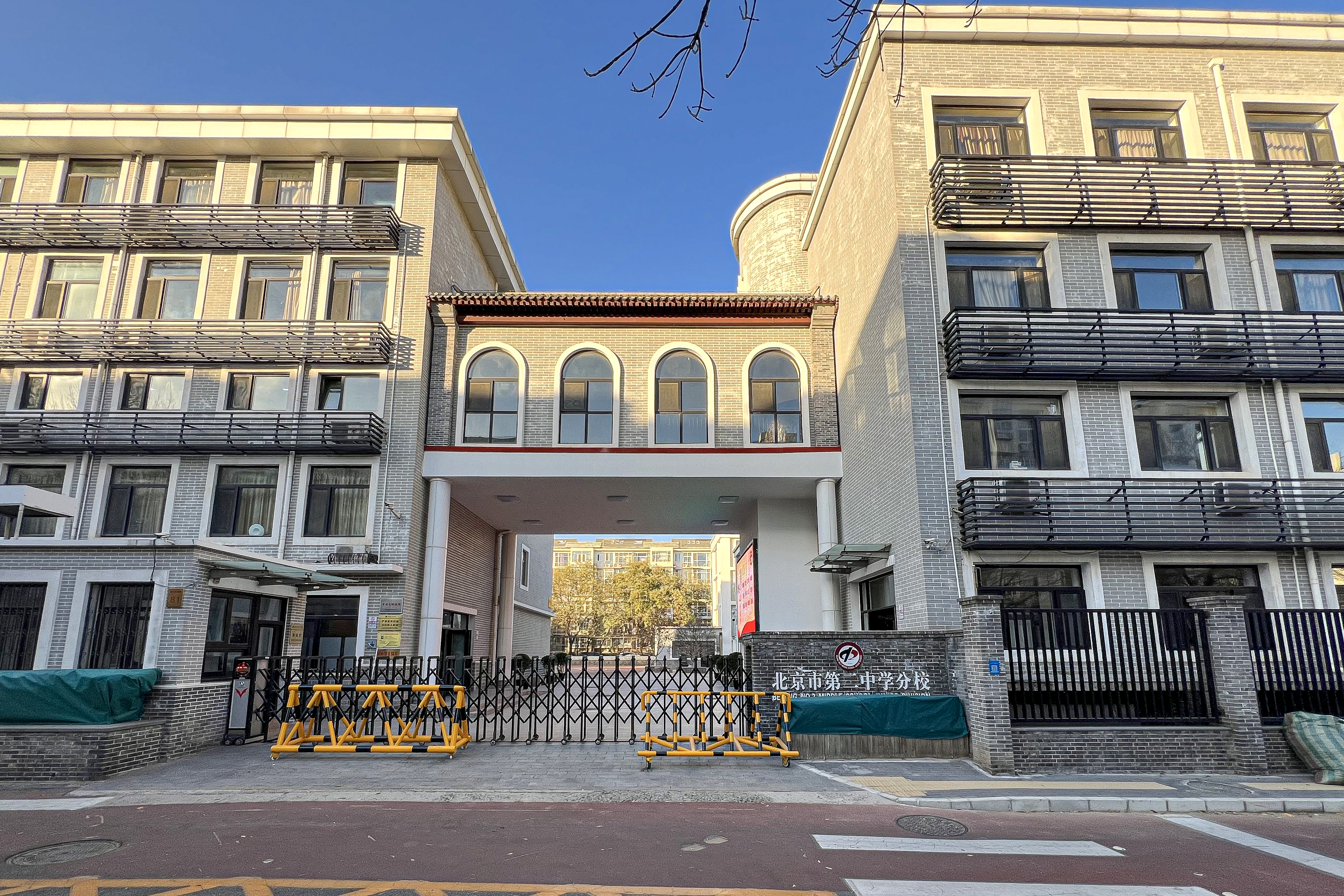
二中分校（原八十五中）

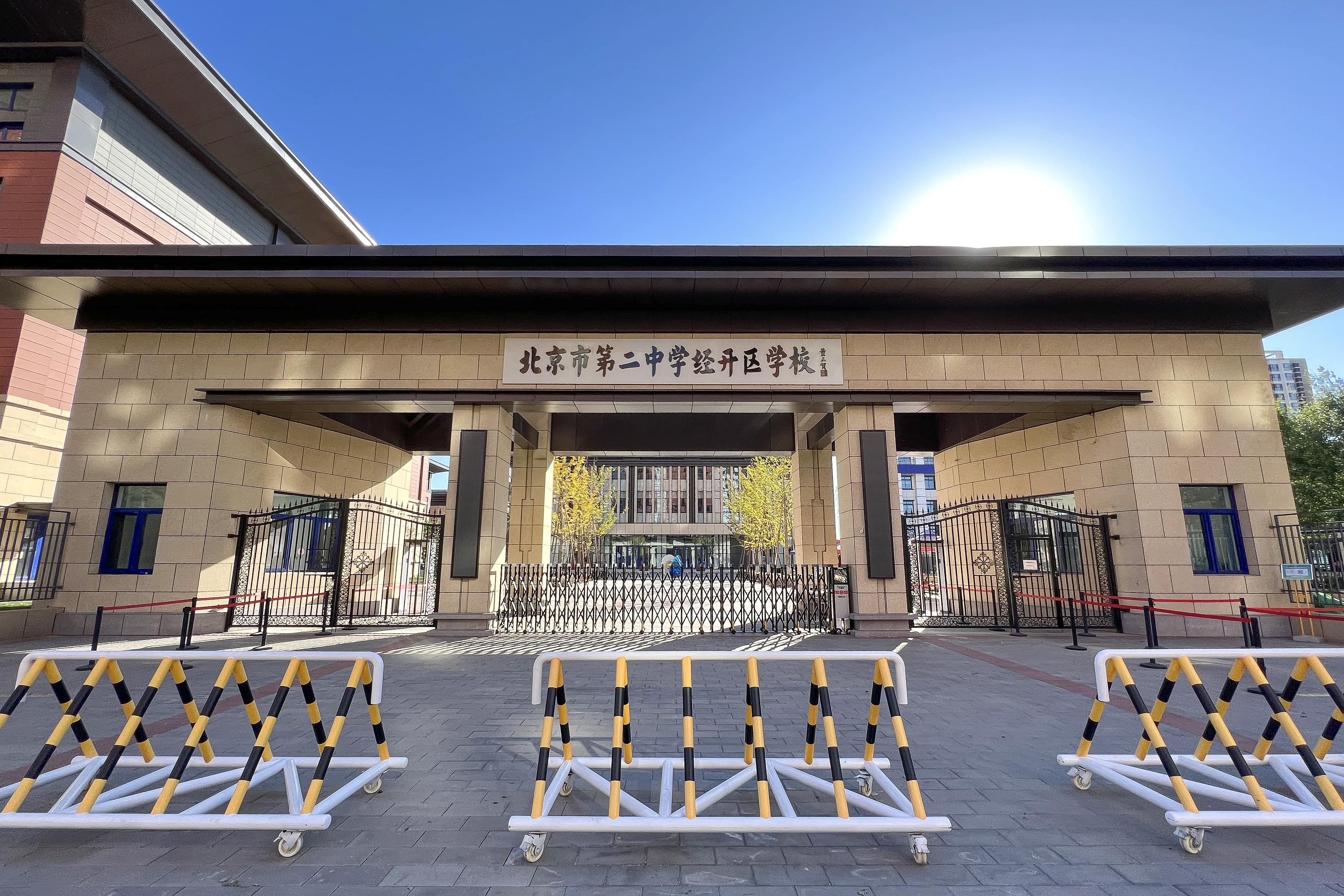
北京二中经开区学校

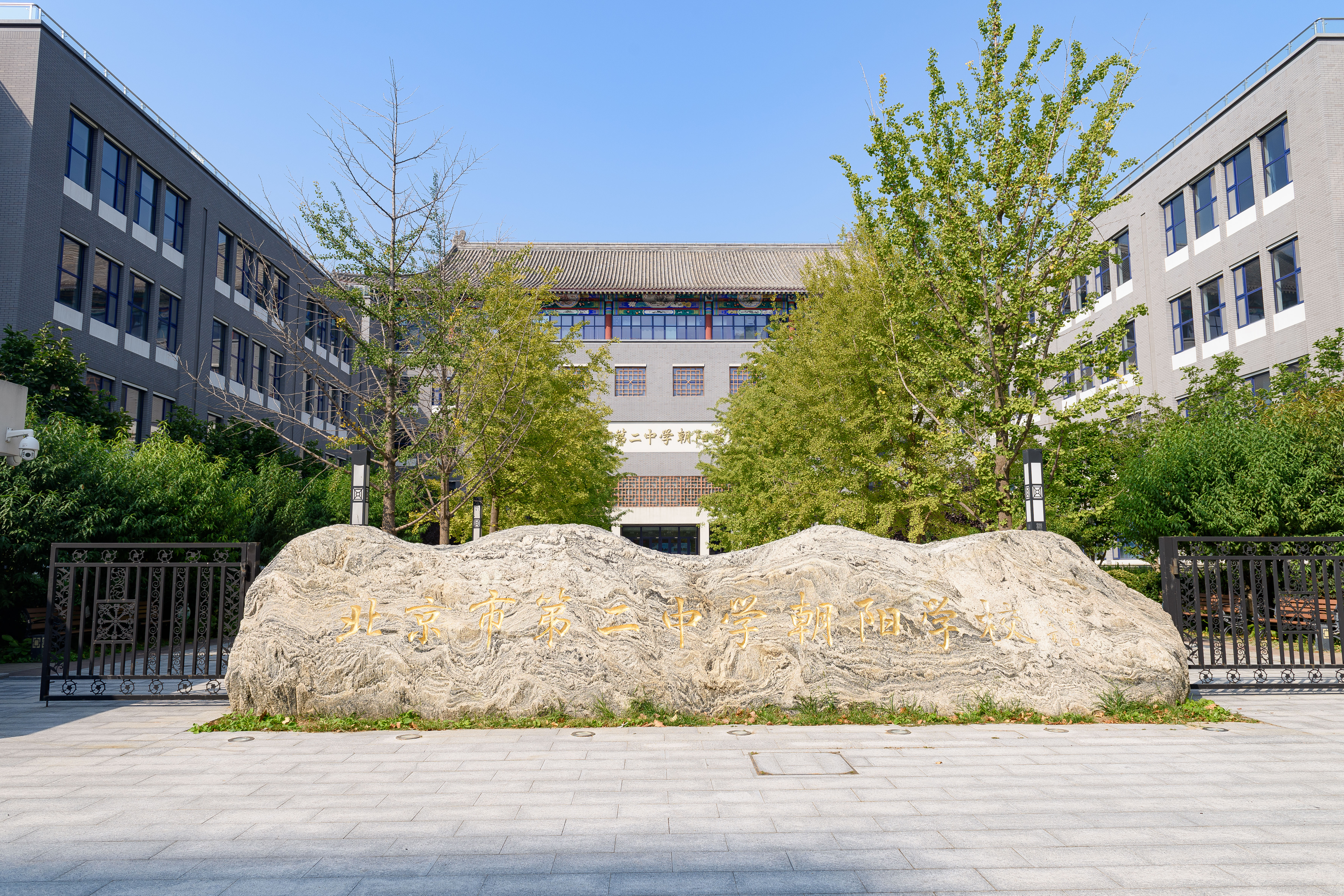
北京二中朝阳学校

北京二中的初中部叫二中分校。分校也位于东城区（南竹杆胡同81号，原八十五中）。
2005年6月10日，通州区潞城镇政府与北京二中签署名校办分校协议，同年9月1日开始建设北京二中通州分校，2006年8月30日在潞城镇三元村落成。建有1万余平方米的主体教学楼，1.5万余平方米的综合教学楼，总占地面积103亩。
在2020年以前，北京二中在亦庄曾有分校，为“北京二中亦庄学校”，成立于1998年，2019年2月25日改由人大附中管辖并更名为人大附中经开学校。2021年，北京二中在博兴街道鹿海园新设北京市第二中学经开区学校。
2018年，北京二中在朝阳区平房地区建立北京二中朝阳学校。

## 历任校长
- 焦菊隐
- 薛承业
- 姜华亭
- 蔡公期
- 郭柏年
- 张觉民
- 梁新儒
- 钮小桦
- 薛立霞

## 著名校友
- 胡海峰,中华人民共和国民政部副部长，系最年轻地级市委书记和最年轻部委副部级官员。初中就读于北京景山学校, 高中就读于北京市第二中学，持北方交通大学BASc学位和清华大学工程物理系MS学位，2002年至2008年获得清华大学LLM-EMBA, 以及管理学博士学位, 从清华大学工物系、法学院、SEM经管学院, SPPM取得四个研究生学位。
- 周盛，航天科学家
- 高振宁、夏国治、李振潜、陈肇博、詹永杰、张吾乐、陈立友、陈清泰，省级领导干部
- 刘绍棠，作家
- 从维熙，作家
- 舒乙，作家
- 韩少华，作家
- 李燕，画家
- 武韬，前中华人民共和国驻俄罗斯大使
- 瞿弦和，表演艺术家
- 雷恪生，表演艺术家
- 颜彼德，表演艺术家
- 金志扬，中国国家足球队教练
- 王钢，化学家，化工大王
- 李骞，相声演员（代表作“翻四辈”）
- 榮明傑, 荣毅仁長孫